# Ponte di Chaotianmen
Il Ponte Chaotianmen (in cinese 朝天門長江大橋，朝天门长江大桥S, Cháotiān Mén Cháng Jiāng Dà QiáoP) è un ponte stradale e ferroviario sul Fiume Azzurro (长江) nella città di Chongqing (重庆), nella Cina centro meridionale. Al 2019 è il ponte ad arco a via intermedia in acciaio più lungo del mondo, con una luce di 552 metri.

## Storia
I lavori per la costruzione del ponte sono iniziati a dicembre 2004 e sono terminati il 29 aprile 2009.

## Descrizione
Il ponte ha una struttura ad arco a via intermedia, nel quale cioè l'impalcato si trova ad un livello intermedio rispetto all'arco di sostegno. È composto da una campata centrale di 552 metri e due campate laterali di 190 metri ciascuna e al 2019 è il ponte ad arco in acciaio con maggiore luce al mondo, superando di 2 metri il ponte Lupu (卢浦大桥) a Shanghai (上海), la cui campata centrale misura 550 metri di lunghezza.
Complessivamente le tre campate del ponte al di sopra del fiume misurano 932 metri, mentre se si considerano le rampe di accesso (di 314 metri da ovest e 495 metri da est) la lunghezza totale della struttura è di 1 741 metri. L'altezza misurata al centro dell'arco è di 142 metri.
Il ponte è dotato di due piani di impalcati: l'impalcato superiore, di 36,5 metri di larghezza, ospita 3 corsie stradali per senso di marcia oltre ad un marciapiede pedonale sul lato esterno delle due carreggiate. Al livello inferiore, con un impalcato di 29 metri di larghezza, si trovano all'esterno due corsie stradali, una per senso di marcia, e all'interno due binari ferroviari destinati alla metropolitana cittadina.